# Culladia incanella
Culladia incanella là một loài bướm đêm trong họ Crambidae.